# Distretto di Suyckutambo
Il distretto di Suyckutambo è uno degli otto distretti della  provincia di Espinar, in Perù. Si trova nella regione di Cusco.